# گلریز زربخش
گلریز زربخش (زادهٔ ۱۳۶۱ در تهران)، موسیقی‌دان و نوازندهٔ ویلن اهل ایران است.

## زندگی هنری
گلریز زربخش در سال ۱۳۶۱ در تهران متولد شد. او ساز ویلن را از کودکی در هنرستان موسیقی دختران فرا گرفت. ارسلان کامکار و ابراهیم لطفی از نخستین استادان وی بودند. او در سال ۲۰۰۷ تحصیلات تکمیلی خود را در مقطع کارشناسی ارشد نوازندگی ویلن در کنسرواتوار دولتی کومیتاس ایروان جمهوری ارمنستان به پایان برد. «ویکتور خاچاطوریان» از استادان اصلی او در تحصیلات تکمیلی بوده است."
خواهر او «ژابیز زربخش»، نوازنده ویلنسل می باشد.

## فعالیت‌های هنری
برخی از فعالیت‌های هنری گلریز زربخش به شرح زیر است:"

- کسب رتبه نخست در نوازندگی ویلن جشنواره موسیقی فجر - ۱۳۷۵، ۱۳۷۷ و ۱۳۷۹
- کسب رتبه نخست در نوازندگی ویلن جشنواره موسیقی جوان - ۱۳۷۵، ۱۳۷۷ و ۱۳۷۹
- کسب رتبه دوم نوازندگی ویلن جشنواره موسیقی دانشجویان کشور - ۱۳۷۸
- کسب رتبه نخست نوازندگی ویلن جشنواره موسیقی دانشجویان کشور - ۱۳۷۹
- کسب رتبه نخست و تندیس جشنواره بین‌المللی موسیقی فجر به عنوان پایه گذارآنسامبل نیواک - ۱۳۸۷
- انتشار آلبوم آنسامبل نیواک شامل دوئت‌های ویلن و ویلنسل - ۱۳۹۴[۴]
- تدریس ویلن تخصصی در دانشگاه علمی کاربردی‌ - ۱۳۸۷–۱۳۸۸
- تدریس ویلن تخصصی در دانشکده صدا و سیما‌ تهران - ۱۳۸۷–۱۳۸۸
- تدریس ویلن تخصصی در هنرستان موسیقی دختران تهران - ۱۳۸۷–۱۳۸۸
- تدریس ویلن تخصصی و اجرای صحنه‌ای در دانشکده موسیقی دانشگاه هنر تهران‌ - ۱۳۹۱–۱۳۹۲
- کسب رتبه نخست فستیوال کنسرواتوار دولتی کومیتاس ایروان - ۱۳۹۵ "[۵]